# Carthage (Illinois)
Carthage város az USA Illinois államában. Lakosainak száma 2490 fő (2020. április 1.).

## Népesség
A település népességének változása:

| 2010 | 2 605 |
| 2020 | 2 490 |